# Слуцьке повстання
Слуцьке повстання (біл. Слуцкае паўстаньне, Слуцкі збройны чын;
біл. лат. Słuckaje paŭstańnie, Słucki zbrojny čyn) — збройна акція Армії БНР проти влади РСФРР у районі Слуцька (Білорусь) в листопаді — грудні 1920 року. Приблизно місяць білоруські загони, що складалися в основному з місцевих селян, чинили опір каральним акціям радянських військ.

## Передісторія

### Ризька угода
Підписаним 12 жовтня 1920 в Ризі попереднім миром (пізніше закріпленим Ризьким мирним договором 1921) між Польщею, РСФРР і УСРР, було встановлено демаркаційну лінію, яка розділила Білорусь і Україну. Білоруська делегація в цих переговорах взагалі не брала участь, оскільки на них не були запрошені представники ні від Білоруської Народної Республіки, ні від Радянської Соціалістичної Республіки Білорусі.
Згідно з прийнятою угодою, демаркаційна лінія Кієвичі — Лань проходила таким чином, що район довкола Слуцька на деякий час виявився в нейтральній зоні, розташованій уздовж цієї лінії.

### Національний рух на Случчині
Основною рушійною силою слуцького повстання було селянство, яке чинило опір радянській політиці воєнного комунізму і підтримувало ідею незалежності Білорусі, проголошеної 25 березня 1918 року Радою Білоруської Народної Республіки. Повстання очолили представники місцевої інтелігенції та шляхти.
Слуцьк був регіональним центром національного руху. У 1918 році в місті був утворений Білоруський національний комітет, який очолив Павло Жаврид.

### Польсько-радянська війна і Слуцьк
Під час Польсько-радянської війни 1919—1920 років Случчина кілька разів переходила від поляків до більшовиків. 11 жовтня 1920 року місто опинилось під контролем поляків.
Інформація про розділ Білорусі між Польщею і більшовиками викликала хвилю протесту в білоруському суспільстві. Безпосередньо після оголошення польській владі в місті відновив свою діяльність Білоруський національний комітет. Почали створюватися загони білоруської самооборони. Був створений міліційний корпус із 500 чоловік.
Польські військовики, які готувалися до відступу, не заважали створенню білоруських загонів.
Серед керівників білоруського національного руху не було, однак, єдності відносно стратегії подальших дій. З одного боку, існувала група прибічників співпраці з поляками. З іншого боку, деякі політичні діячі виступали за переговори з більшовиками. Через ці суперечності було втрачено багато часу.
Лише у листопаді 1920 року польська адміністрація передала владу Білоруському комітету. У сусідніх селах були проведені вибори місцевих комітетів.
Місцеві представники білоруських соціалістів-революціонерів, основних прибічників ідеї незалежності Білорусі, запропонували скликати з'їзд, щоб підтвердити владу Білоруської Народної Республіки на території Случчини. Були запрошені делегати від кожної волості (по 5 чоловік) і місцевих білоруських організацій (по 1 людині).

## З'їзд Случчини
14 листопада 1920 почав роботу З'їзд Случчини. У його складі було 107 делегатів, а також декілька представників армії генерала Булак-Балаховича.
Уряд Білоруської Народної Республіки призначив Павла Жаврида своїм комісаром на Случчині.
З'їзд ухвалив резолюцію, яка проголошувала владу Білоруської Народної Республіки в Слуцьку і його околицях, і виразив протест проти більшовицької окупації.

## Військова підготовка

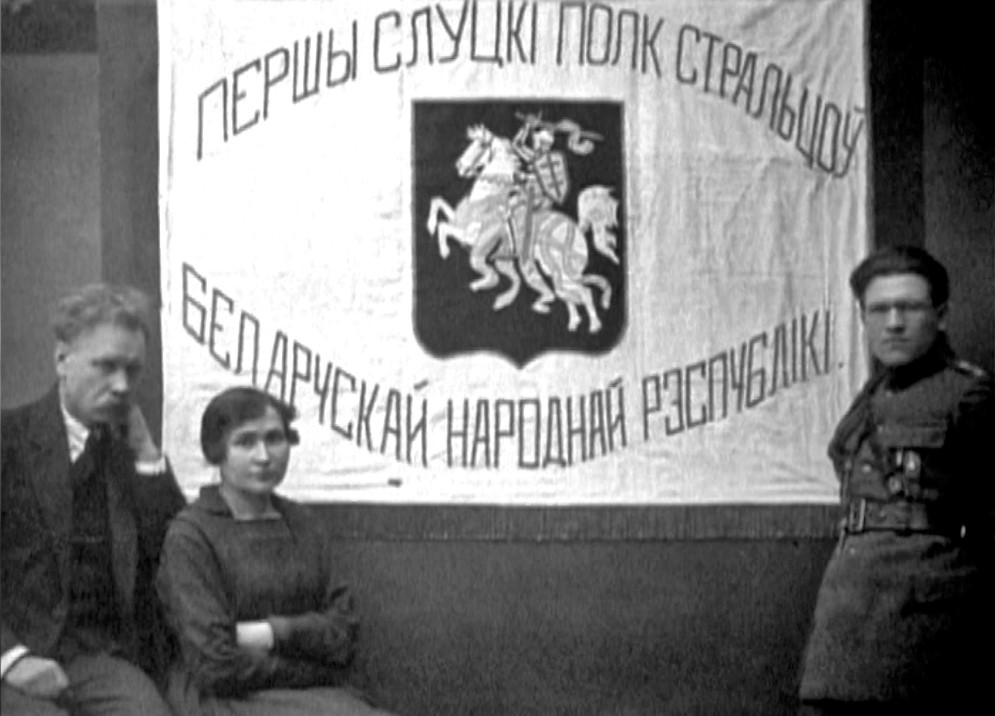
Прапор Першого Слуцького полку

На з'їзді була вибрана Рада Случчини на чолі з Володимиром Пракульовичем, яка складалася з 17 осіб. Її завданнями були організація суспільного управління на Случчині, а також організація оборони краю.
Військове командування очолив Павло Жаврид. Рада оголосила загальну мобілізацію і продовжила створення воєнізованих загонів. Незабаром їх загальна чисельність склала близько десяти тисяч чоловік.
Рада сформувала два полки: Перший Слуцький полк під командуванням підполковника Ахрема Гавриловича і Другий Грозавський полк під командуванням капітана Семенюка. Ці два полки утворили Слуцьку бригаду під командуванням Антона Сокала-Кутиловського. Командування військами, у зв'язку з наближенням Червоної Армії, було розміщене в містечку Семежеве.
Слуцьке повстання було активно підтримане прибічниками білоруської незалежності по всій країні, значна частина якої була у той час окупована Польщею.
З Гродна прислали прапор із Погонею й девізом «Тым, што пайшлі паміраць, каб жыла Бацькаўшчына». Військова Рада БНР, яка виконувала функції міністерства оборони, направила до Слуцька військових фахівців. Незабаром при Слуцькій бригаді були створені добре організований військовий шпиталь і трибунал.
Слуцька Рада мала контакти з армією Булак-Балаховича і планувала координувати з нею свої дії.
21 листопада 1920 року Рада Случчини наказала всім воєнізованим формуванням і добровольцям згрупуватися в районі Семежева (нині — Копильський район Мінської області Білорусі). 24 листопада 1920 року в Слуцьку пройшла демонстрація.

## Бойові дії
27 листопада 1920 року почалися бої між білоруськими озброєними формуваннями й радянськими військами.
Слуцька бригада провела декілька успішних атак поблизу сіл Копиль, Цимковичи і Визна. Проти неї билася Омська дивізія Червоної армії. Білоруські загони отримували підтримку з боку місцевого населення, але їм не вистачало зброї та боєприпасів.
Бої йшли біля сіл Бистриці, Васильчиці, Верабейчиці, Дашкава, Василішки, Лютавичі, Мацкевичі, Садовичі, Морач. Слуцька бригада зайняла декілька сіл, залишених радянськими військами.
Розгортався активний антибільшовицький партизанський опір. До загонів повстанців приєднувалося все більше і більше людей. Заклику Слуцької ради переходити на її бік послідувала частина солдатів Червоної армії з-поміж селян, які не підтримували політику більшовиків. Більшовики були змушені кинути проти повстанців підрозділи, сформовані з латишів і китайців.
Сили були нерівні, і 31 грудня 1920 року Слуцька бригада з боями відійшла на польську територію, де була роззброєна поляками і розпущена.
Після цього деякі захисники Слуцька повернулися на територію Білорусі, де були репресовані більшовиками. Частина солдат Слуцької бригади продовжували озброєний опір радянській владі у складі партизанської Зеленої армії до 1930-х років.

## Сучасне сприйняття Слуцького повстання

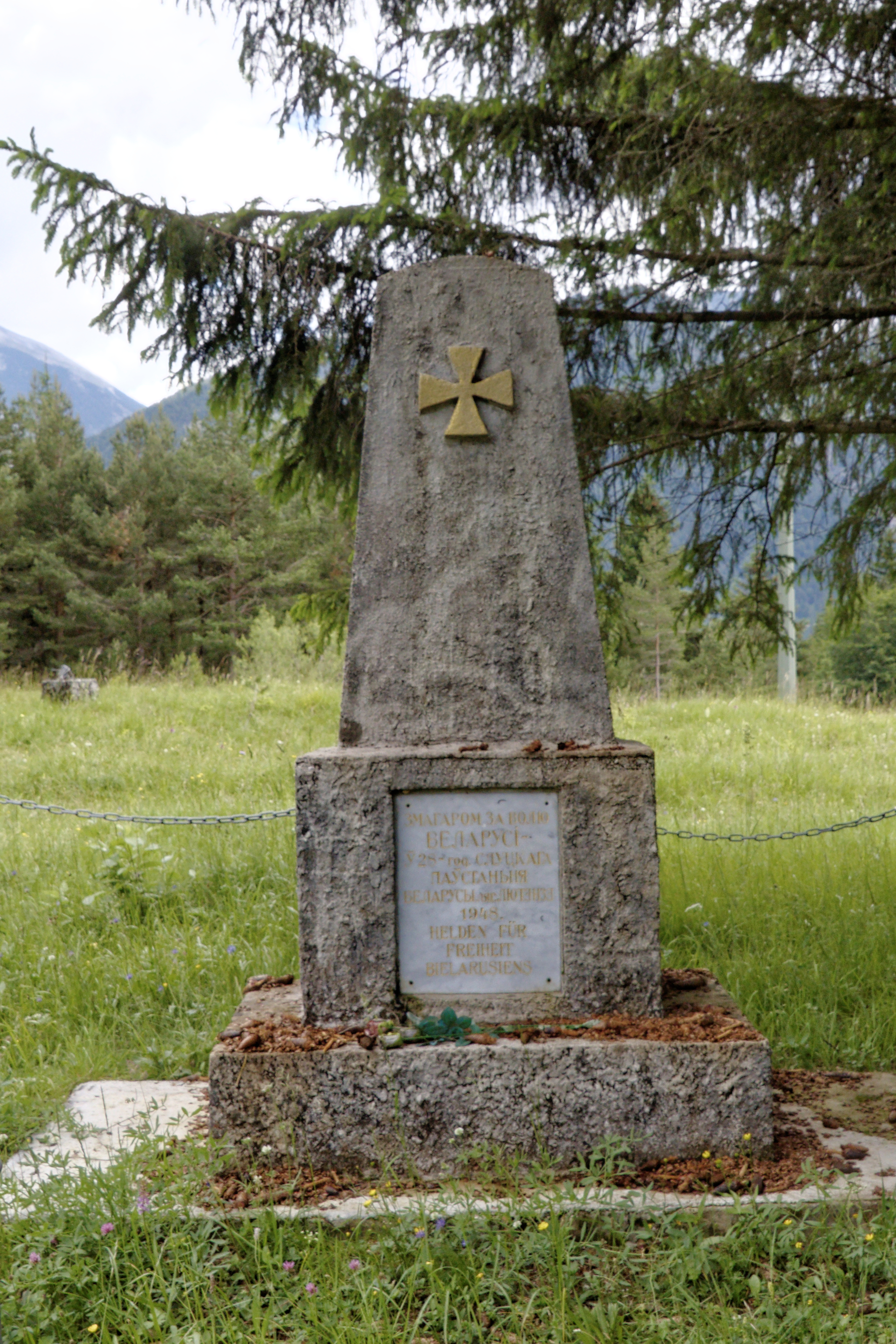
Пам'ятник «Борцям за свободу Білорусі» в Міттенвальдзе, встановлений білоруською діаспорою Німеччини до 28-річчя повстання

Після хвилі національного відродження в кінці 1980-х років, частиною білоруського суспільства дата 27 листопада відзначається як День Героїв. Офіційна влада Білорусі ігнорує історичне значення антибільшовицького повстання точно так, як і все, пов'язане з Білоруською Народною Республікою.
У 1948 році в німецькому місті Міттенвальд близько Альп білоруськими емігрантами був поставлений пам'ятник на честь слуцьких повстанців.

## Відображення у кінематографії
У середині 1990-х років було знято художній фільм «На чорних лядах».